# Eggy Party
Eggy Party (em chinês:  蛋仔派对) é um jogo eletrônico de battle royale casual para celular lançado pela NetEase. Foi lançado em beta em 27 de maio de 2022. Embora o jogo tenha sido desenvolvido com um orçamento baixo, foi um sucesso inesperado, atingindo 30 milhões de usuários diários, e foi o aplicativo de jogo mais baixado na China em 2023.
No Concurso de Inovação de Jogos da China de 2023 (中国游戏创新大赛), foi um dos dois jogos a ganhar o prêmio de Melhor Jogo Inovador.
Foi nomeado para o prêmio de Jogo do Ano para iPad de 2023 da Apple.